# Anton Paulik

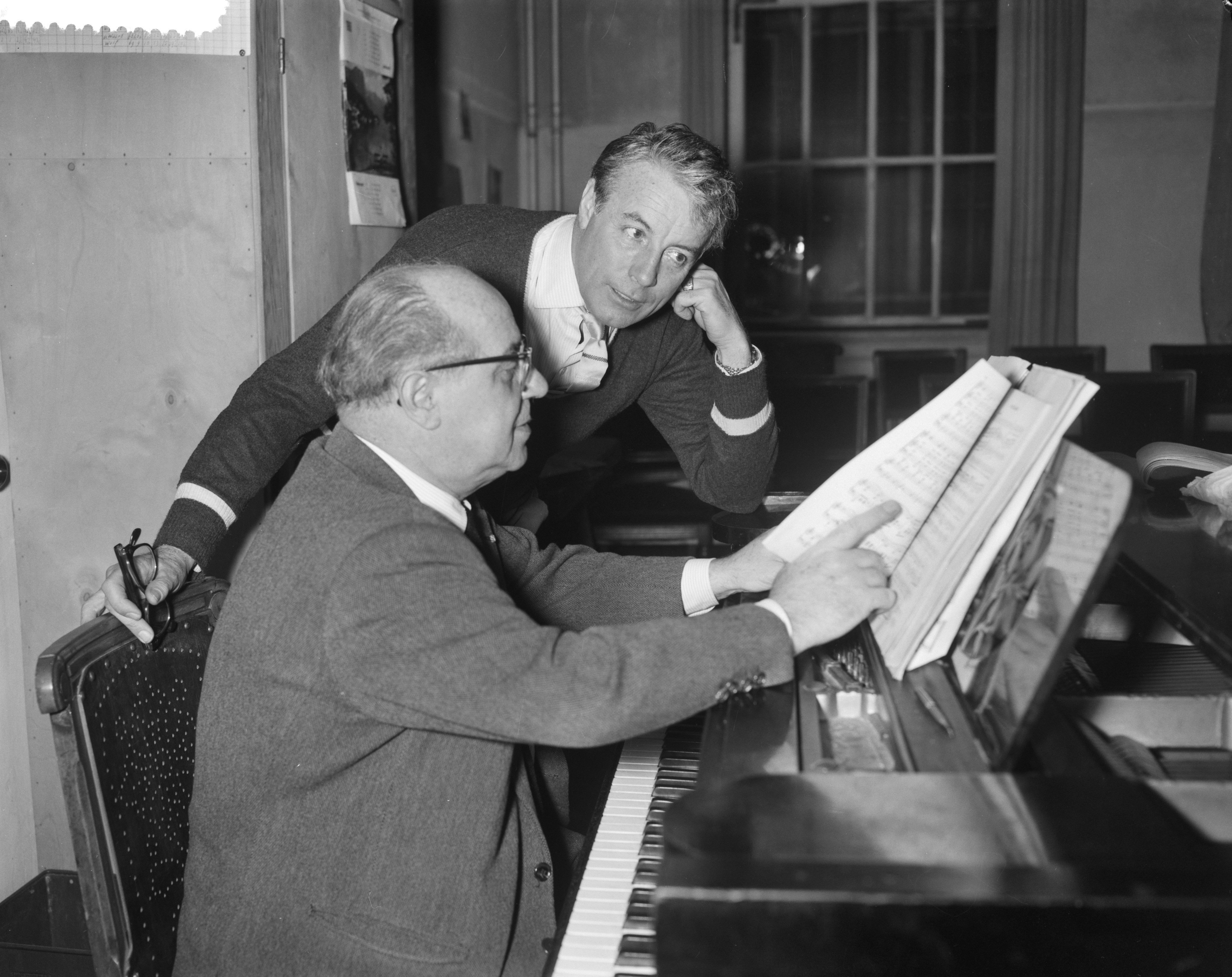
Anton Paulik im Februar 1960 mit Johannes Heesters

Anton Paulik (14. Mai 1901 in Preßburg – 22. April 1975 in Wien) war ein österreichischer Dirigent. Er war ab 1974 Ehrenmitglied der Volksoper Wien.

## Leben
Anton Paulik absolvierte eine Klavierausbildung bei Felix Rosenthal am Neuen Wiener Konservatorium. Er war ab 1922 Theaterkapellmeister am Theater an der Wien und wurde an diesem nach Oskar Jascha „Erster Kapellmeister“. Dort erzielte er Erfolge insbesondere mit den Emmerich-Kálmán-Operetten Gräfin Mariza und Die Zirkusprinzessin. Neben Kálmán leitete er insbesondere Operetten von Oscar Straus, Bruno Granichstaedten und Paul Abraham. Er galt während seiner Zeit am Theater an der Wien als „kongenialer Leiter von zeitgenössischen Jazz- und Revuewerken“. 1926 zählte er – neben Emmerich Kálmán, Erich Wolfgang Korngold, Franz Lehár, Franz Schalk und anderen – zu den acht Dirigenten der Wiener Philharmoniker beim Festkonzert 125 Jahre Theater an der Wien. In der Spielzeit 1927/28 dirigierte er unter der Intendanz von Hermann Frischler erstmals an der Wiener Volksoper. 1931 studierte er die Operette Gräfin Mariza auch in Paris am Théâtre des Champs-Élysées ein.
Im März 1936 dirigierte er erstmals als Gast an der Wiener Staatsoper, er leitete dort die Uraufführung des Balletts Der liebe Augustin mit Musik von Alexander Steinbrecher, choreographiert von Margarete Wallmann. Im Mai 1938 dirigierte er, weiterhin noch als Gast, an der Wiener Staatsoper einen Ballettabend (Choreographie: Heinrich Kröller) von Bacchusfest (mit Musik aus Beethovens Die Geschöpfe des Prometheus), Les petits riens und Coppélia. Ab Juni 1938 dirigierte bis zur kriegsbedingten Theatersschließung 1944 insgesamt 55 Vorstellungen der Strauss-Operette Die Fledermaus. Es folgten Dirigate von ebenfalls „klassischen“ Operetten und verschiedenen Opern. 1938 wurde er fest an die Wiener Staatsoper engagiert und wurde dort insbesondere für Operetten, komische Opern und Ballettaufführungen eingesetzt. Paulik wurde an der Wiener Staatsoper zum „unangefochtenen Operettenspezialisten, der er auch nach dem Krieg bis zu seinem Tod in Wien bleiben sollte.“ Am 30. April 1940 leitete Anton Paulik eine einzelne Vorstellung der Operette Das Land des Lächelns mit Franz Völker und Esther Réthy aus Anlass des 70. Geburtstages von Franz Lehár. 1941 dirigierte er das Ballett der Salzburger Festspiele. Er dirigierte an der Wiener Staatsoper auch die zwei Silvesterkonzerte des Jahres 1944, gewidmet Werken von Johann Strauss (Sohn). Ab 7. Mai 1945 leitete er mehrere Vorstellungen von Die Hochzeit des Figaro. Ab 15. Mai 1945 dirigierte Paulik Aufführungen von La Bohème.
In den Folgejahren dirigierte er zehn Jahre lang in den Ausweichquartieren der Wiener Staatsoper, überwiegend an der Volksoper, fallweise auch im Theater an der Wien und im Redoutensaal der Wiener Hofburg. Er dirigierte u. a. die Strauss-Operetten Wiener Blut, Der Zigeunerbaron, Die Fledermaus, Eine Nacht in Venedig. Im November 1946 übernahm er als Dirigent von Wiener Blut die musikalische Leitung bei der ersten Wiener Operettenpremiere der Nachkriegszeit. Darüber hinaus dirigierte er die Operetten Der Bettelstudent, Der Vogelhändler, Boccaccio und Die lustige Witwe. Er wurde auch für Mozart, die opera buffa sowie deutsche und tschechische Spielopern eingesetzt, beispielsweise für Werke von Rossini, Donizetti, Lortzing, Flotow, Smetana und Weinberger. Gelegentlich leitete Paulik an der Staatsoper auch Opern von Verdi, Puccini und des Verismo.
In den Nachkriegsjahren gastierte Paulik mehrfach bei den Bregenzer Festspielen, von 1948 bis 1956 leitete er Operetten-Inszenierungen auf der dortigen Seebühne. Ab 1955 dirigierte Paulik regelmäßig an der Wiener Volksoper. In der Spielzeit 1956/57 leitete er dort die deutschsprachige Erstaufführung des Musicals Annie Get Your Gun. Im Dezember 1957 leitete er eine Neueinstudierung der Operette Der Zarewitsch mit Per Grundén in der Titelrolle. Im Juni 1966 dirigierte Paulik an der Volksoper eine Neuinszenierung der Operette Die Csárdásfürstin mit Adele Leigh, Peter Minich und Guggi Löwinger. In November 1973 übernahm Paulik die musikalische Leitung bei der Neuinzenierung der Lehár-Operette Die lustige Witwe mit Lucia Popp, Eberhard Waechter, Adolf Dallapozza und Ljuba Welitsch.
Bei Auslandsengagements war Paulik als musikalischer Leiter der Operette Die Fledermaus am Teatro Verdi in Triest (1957) und an der English National Opera in London (1974) verpflichtet. In den 1970er Jahren dirigierte er an der Wiener Staatsoper noch einmal vier Fledermaus-Vorstellungen, zuletzt am 1. Jänner 1975.
Anton Paulik war auch kompositorisch tätig. Eine gewisse Bekanntheit erlangte sein Polisscher Hochzeitstanz für Blasorchester. Ansonsten war er überwiegend als Bearbeiter und Arrangeur tätig.
Er war der erste Ehemann der Sopranistin Esther Réthy (1912–2004). Er wurde im Ehrenhain Kulturschaffender am Wiener Zentralfriedhof bestattet, sein Grab befindet sich in Gruppe 40, Nummer 39. Die Grabwidmung besteht ehrenhalber auf Friedhofsdauer.

## Tondokumente (Auswahl)
- 1934: Der singende Traum, zwei Duette mit Richard Tauber und Mary Losseff
- 1951: Die schöne Galathée, mit Elisabeth Roon, Waldemar Kmentt, Kurt Preger, Otto Wiener
- 1952: Eine Nacht in Venedig, mit Ruthilde Boesch, Alfred Jerger, Esther Réthy
- 1955: Der Bettelstudent, mit Rosette Anday, Rudolf Christ, Wilma Lipp, Esther Rethy, Eberhard Waechter
- 1956: Der Zigeunerbaron, mit Gerda Scheyrer, Waldemar Kmentt, Erich Kunz, Emmy Loose, Hilde Rössl-Majdan
- 1957: Die lustige Witwe, mit Per Grundén, Wilma Lipp, Sonja Mottl
- 1961: Gräfin Mariza, mit Marika Németh, Monika Dahlberg, Sonja Draksler, Peter Minich und Herbert Prikopa, Chor und Orchester der Wiener Volksoper, Telefunken

## Auszeichnungen
- 1958: Ehrenzeichen für Verdienste um die Republik Österreich
- 1961: Berufstitel Professor
- 1971: Ehrenkreuz für Wissenschaft und Kunst, I. Klasse
- 1972: Wiener Ehrenmedaille in Silber